# Кошарка на Летњим олимпијским играма 2020 — Олимпијски квалификациони турнир за мушкарце у Сплиту
Олимпијски квалификациони турнир у кошарци за мушкарце 2020. је једно од четири квалификациона турнира. Такмичење почиње 29. јуна, а завршава се финалном утакмицом 4. јула 2021. у Сплиту у Хрватској. Немачка се као победник турнира пласирала на Олимпијске игре.
Турнир је одложен због пандемије вируса корона, неће се одиграти 2020. него 2021, након што су одложене и Летње олимпијске игре у Токију.

## Репрезентације
| Репрезентација | Квалификовани путем                   | Датум квалификовања | Ранг на ФИБА листи |
| -------------- | ------------------------------------- | ------------------- | ------------------ |
| Хрватска       | Позивница                             | 19. септембар 2019. | 14. место          |
| Русија         | 8. место на Светском првенству 2019.  | 15. септембар 2019. | 9. место           |
| Бразил         | 13. место на Светском првенству 2019. | 15. септембар 2019. | 11. место          |
| Немачка        | 18. место на Светском првенству 2019. | 15. септембар 2019. | 18. место          |
| Мексико        | Позивница                             | 19. септембар 2019. | 25. место          |
| Тунис          | 20. место на Светском првенству 2019. | 15. септембар 2019. | 33. место          |

## Дворана
| Сплит             | СплитКошарка на Летњим олимпијским играма 2020 — Олимпијски квалификациони турнир за мушкарце у Сплиту на карти Хрватске |
| Спаладијум арена  | СплитКошарка на Летњим олимпијским играма 2020 — Олимпијски квалификациони турнир за мушкарце у Сплиту на карти Хрватске |
|                   | СплитКошарка на Летњим олимпијским играма 2020 — Олимпијски квалификациони турнир за мушкарце у Сплиту на карти Хрватске |
| Капацитет: 10.941 | СплитКошарка на Летњим олимпијским играма 2020 — Олимпијски квалификациони турнир за мушкарце у Сплиту на карти Хрватске |

## Прелиминарна рунда

### Група А
| Табела     | ИГ | Д | И | КД  | КП  | КР  | Бод. | Коментари            |
| ---------- | -- | - | - | --- | --- | --- | ---- | -------------------- |
| 1. Немачка | 2  | 2 | 0 | 151 | 143 | +8  | 4    | Пласман у полуфинале |
| 2. Мексико | 2  | 1 | 1 | 148 | 146 | +2  | 3    | Пласман у полуфинале |
| 3. Русија  | 2  | 0 | 2 | 131 | 141 | -10 | 2    | Елиминација          |

| 29. јун 2021. | Немачка                                                     | 82–76                                | Мексико                                                   | Сплит                                                                 |  |
| 16:30         | Четвртине: 19:22, 21:20, 22:25, 20:9                        | Четвртине: 19:22, 21:20, 22:25, 20:9 | Четвртине: 19:22, 21:20, 22:25, 20:9                      |                                                                       |  |
|               | Поени: Сајбоу 17 Скокови: Војтман 10 Асистенције: Војтман 5 | Извештај                             | Поени: Круз 30 Скокови: Ајон 15 Асистенције: Круз, Стол 6 | Арена: Спаладијум арена Судије: Метју Калио, Еди Вијатор, Такаки Като |  |

| 30. јун 2021. | Мексико                                              | 72–64                                | Русија                                                            | Сплит                                                                  |  |
| 16:30         | Четвртине: 18:16, 13:20, 19:7, 22:21                 | Четвртине: 18:16, 13:20, 19:7, 22:21 | Четвртине: 18:16, 13:20, 19:7, 22:21                              |                                                                        |  |
|               | Поени: Круз 21 Скокови: Хаимес 9 Асистенције: Ајон 6 | Извештај                             | Поени: Антонов 13 Скокови: Воронцевич 8 Асистенције: Воронцевич 6 | Арена: Спаладијум арена Судије: Хорхе Васкез, Еди Виатор, Рабах Нујаим |  |

| 1. јул 2021. | Русија                                                            | 67–69                                 | Немачка                                                             | Сплит                                                                    |  |
| 16:30        | Четвртине: 17:15, 18:17, 18:18, 14:19                             | Четвртине: 17:15, 18:17, 18:18, 14:19 | Четвртине: 17:15, 18:17, 18:18, 14:19                               |                                                                          |  |
|              | Поени: Воронцевич 17 Скокови: Антонов 8 Асистенције: Астапкович 4 | Извештај                              | Поени: Војтман 13 Скокови: Војтман 7 Асистенције: Бенцинг, Сајбоу 3 | Арена: Спаладијум арена Судије: Хорхе Васкез, Мајкл Вајланд, Такаки Като |  |

### Група Б
| Табела          | ИГ | Д | И | КД  | КП  | КР  | Бод. | Коментари            |
| --------------- | -- | - | - | --- | --- | --- | ---- | -------------------- |
| 1. Бразил       | 2  | 2 | 0 | 177 | 142 | +53 | 4    | Пласман у полуфинале |
| 2. Хрватска (Д) | 2  | 1 | 1 | 142 | 164 | -22 | 3    | Пласман у полуфинале |
| 3. Тунис        | 2  | 0 | 2 | 127 | 158 | -31 | 2    | Елиминација          |

| 29. јун 2021. | Тунис                                                               | 57–83                                 | Бразил                                                        | Сплит                                                                         |  |
| 20:00         | Четвртине: 21:21, 10:22, 15:21, 11:19                               | Четвртине: 21:21, 10:22, 15:21, 11:19 | Четвртине: 21:21, 10:22, 15:21, 11:19                         |                                                                               |  |
|               | Поени: Марнауји 13 Скокови: Межри 7 Асистенције: Абада, Ел Мабрук 4 | Извештај                              | Поени: Бените 15 Скокови: Варежао 8 Асистенције: дос Сантос 8 | Арена: Спаладијум арена Судије: Адемир Зураповић, Хорхе Васкез, Мајкл Вејланд |  |

| 30. јун 2021. | Бразил                                                        | 94–67                                 | Хрватска                                                         | Сплит                                                                        |  |
| 20:00         | Четвртине: 25:20, 20:14, 26:21, 23:12                         | Четвртине: 25:20, 20:14, 26:21, 23:12 | Четвртине: 25:20, 20:14, 26:21, 23:12                            |                                                                              |  |
|               | Поени: Хетшајмајр 20 Скокови: Кабокло 8 Асистенције: Уертас 8 | Извештај                              | Поени: Богдановић 16 Скокови: Билан 7 Асистенције: Рогић, Укић 4 | Арена: Спаладијум арена Судије: Адемир Зураповић, Метју Калио, Мајкл Вајланд |  |

| 1. јул 2021. | Хрватска                                                 | 75–70                                 | Тунис                                                   | Сплит                                                                   |  |
| 20:00        | Четвртине: 20:11, 22:17, 14:29, 19:13                    | Четвртине: 20:11, 22:17, 14:29, 19:13 | Четвртине: 20:11, 22:17, 14:29, 19:13                   |                                                                         |  |
|              | Поени: Хезоња 27 Скокови: Жижић 12 Асистенције: Хезоња 3 | Извештај                              | Поени: Слиман 15 Скокови: Слиман 7 Асистенције: Абада 7 | Арена: Спаладијум арена Судије: Еди Виатор, Андрес Бартел, Рабах Нујаим |  |

## Елиминациона рунда
|  | Полуфинале | Полуфинале |         |     | Финале | Финале |
|  |            |            |         |     |        |        |
|  | 3. јул     |            |         |     |        |        |
|  |            |            |         |     |        |        |
|  | Немачка    | 86         |         |     |        |        |
|  | Немачка    | 86         | 4. јул  |     |        |        |
|  | Хрватска   | 76         |         |     |        |        |
|  | Хрватска   | 76         | Немачка | 75  |        |        |
|  | 3. јул     |            | Немачка | 75  |        |        |
|  |            | Бразил     | 64      |     |        |        |
|  | Бразил     | Бразил     | 64      | 102 |        |        |
|  | Бразил     |            |         | 102 |        |        |
|  | Мексико    | 74         |         |     |        |        |
|  | Мексико    | 74         |         |     |        |        |

### Полуфинале
| 3. јул 2021. | Бразил                                                           | 102–74                                | Мексико                                              | Сплит                                                                     |  |
| 12:30        | Четвртине: 24:18, 29:24, 27:15, 22:17                            | Четвртине: 24:18, 29:24, 27:15, 22:17 | Четвртине: 24:18, 29:24, 27:15, 22:17                |                                                                           |  |
|              | Поени: Бените 22 Скокови: три играча 5 Асистенције: Дос Сантос 6 | Извештај                              | Поени: Круз 18 Скокови: Хаимес 8 Асистенције: Стол 7 | Арена: Спаладијум арена Судије: Адемир Зураповић, Еди Виатор, Такаки Като |  |

| 3. јул 2021. | Немачка                                          | 86–76                                 | Хрватска                                                            | Сплит                                                                    |  |
| 16:00        | Четвртине: 19:23, 24:22, 13:18, 30:13            | Четвртине: 19:23, 24:22, 13:18, 30:13 | Четвртине: 19:23, 24:22, 13:18, 30:13                               |                                                                          |  |
|              | Поени: Ло 29 Скокови: Бартел 6 Асистенције: Ло 8 | Извештај                              | Поени: Богдановић 38 Скокови: Хезоња, Жижић 6 Асистенције: Хезоња 3 | Арена: Спаладијум арена Судије: Метју Калио, Хорхе Васкез, Мајкл Вајланд |  |

### Финале
| 4. јул 2021. | Немачка                                                | 75–64                                 | Бразил                                                                     | Сплит                                                                        |  |
| 19:30        | Четвртине: 14:17, 22:17, 16:12, 23:18                  | Четвртине: 14:17, 22:17, 16:12, 23:18 | Четвртине: 14:17, 22:17, 16:12, 23:18                                      |                                                                              |  |
|              | Поени: Вагнер 28 Скокови: Војтман 11 Асистенције: Ло 5 | Извештај                              | Поени: Варежао 14 Скокови: Бените, Кабокло 5 Асистенције: Бените, Уертас 3 | Арена: Спаладијум арена Судије: Адемир Зураповић, Метју Калио, Мајкл Вајланд |  |

## Коначне позиције
| # | Репрезентација | П–И | Напомена                               |
| - | -------------- | --- | -------------------------------------- |
| 1 | Немачка        | 4—0 | Квалификовани на Олимпијске игре 2020. |
| 2 | Бразил         | 3—1 |                                        |
| 3 | Мексико        | 1—2 |                                        |
| 4 | Хрватска       | 1—2 |                                        |
| 5 | Русија         | 0—2 |                                        |
| 6 | Тунис          | 0—2 |                                        |